# 협성회회보
협성회회보(協成會 會報)는 서울특별시 서대문구 연세대학교 학술정보원에 있는, 대한제국시대 배재학당의 학생회인 협성회(協成會)가 1898.1.1 창간한 주간 신문이다. 2012년 10월 17일 대한민국의 국가등록문화재 제507호로 지정되었다.

## 개요
협성회회보는 배재학당의 학생회인 협성회(協成會)가 1898.1.1 창간한 주간 신문이다. 편집 체재와 내용은 일반을 상대로 하는 종합지의 성격을 띠었으며 외부의 보조를 받지 않고 발행된 신문이다.
자주 독립 정신 고취 및 비판기능 등을 갖춘 신문으로서 최초의 일간지인 매일신문의 기초가 되었으며, 우리나라 근대 신문발달사에 중요한 위치를 차지한다.